# Café Chinês

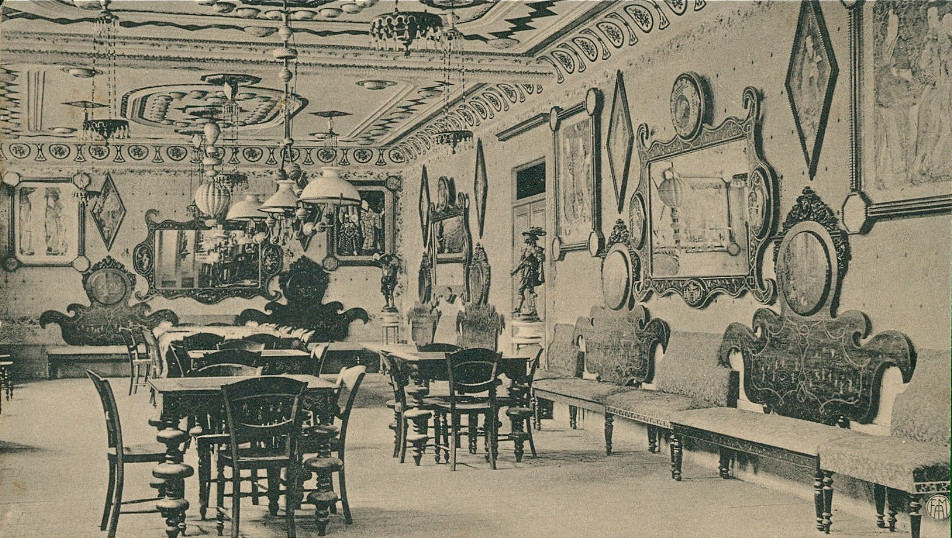
Café Chinês da Póvoa de Varzim, Salão de Jogos. (Fotografia Evaristo, edição postal Faustino António Martins)

O Café Chinês foi um espaço de sociabilidade que teve um papel central no desenvolvimento da cultura balnear atlântica de finais do século XIX e início do século XX em Espinho e na Póvoa de Varzim. A sua história está associada à colonização portuguesa, tanto pelo capital financeiro que lhe deu origem (o empresário fundador foi um brasileiro de torna viagem) como pelo imaginário orientalista da sua decoração interior. A sua história também permite compreender o desenvolvimento da fotografia associado à emergência das zonas balneares; a passagem da clandestinidade à legalização dos jogos de azar evidenciando o conflito entre poder local e Estado (receitas fiscais vs. paternalismo social) que precedeu a construção de casinos; e a divisão patriarcal de sociabilidades masculinas com a presença de trabalhadoras do sexo designadas como «bailarinas espanholas».

## Brasileiros de torna viagem e orientalismo
O fundador, Carlos Evaristo Félix da Costa (1828-1906), era filho de uma família enriquecida no Brasil através do comércio colonial associado à escravatura, onde ele próprio prosperou antes de regressar a Portugal. Nasceu no Porto e decidiu investir em duas zonas balneares emergentes: na Póvoa de Varzim, onde residiria, inaugurando o Café Chinês em 1886, e em Espinho, onde abre em 1889 o Café Chinês. Segundo o seu bisneto, João Félix da Costa, Carlos Evaristo terá emigrado para o Brasil após ter perdido muito dinheiro no jogo. Regressado do Brasil, onde acumulou fortuna, disse à família: “Perdi a minha fortuna ao jogo, mas agora será aí que a vou recuperar!”. O projeto do Café Chinês da Póvoa de Varzim iniciou-se em 1883 e a inauguração teve lugar a 19 de agosto de 1886. A decoração dita «oriental» dos dois cafés é derivada das viagens de importações coloniais do proprietário e dos seus dois filhos, Alberto Evaristo Félix da Costa (1858-1911) e Carlos Evaristo Félix da Costa Júnior (1856-1908). O Café Chinês de Espinho tinha a girar no centro da sua roleta uma estatueta de prata representando um mandarim com os braços abertos e os dedos a apontar para o teto. No imaginário português, a associação do jogo à China advém da ex-colónia portuguesa de Macau, conhecida como «O Monte Carlo do Oriente», onde os jogos de azar foram legalizados em 1849. Entre 1877 e 1899, mais de 50% das receitas deste território vinham das lotarias e da exclusividade do jogo de fan-tan. No entanto, a exuberância decorativa do Café Chinês inspira-se menos nas mais de 200 modestas casas de jogo de fan-tan de Macau, que da vaga orientalista europeia implicada na construção de um imaginário colonial: o Casino de Monte Carlo, o mais célebre da época, teve uma renomada Sala Mourisca entre 1869 e 1898.    
A descrição do escritor Alexandre Pinheiro Torres (O Adeus às Virgens, 1992), que conheceu o café durante a infância na Póvoa de Varzim, permite analisar de que forma a encenação de um exotismo de carácter colonial se confunde com uma visão patriarcal das figuras femininas na decoração: «pinturas exóticas a preto e oiro, corpos femininos de olhos oblíquos, num simples traço, adornadas de seda de mil cores, encaixadas naqueles losangos que marcavam a sala como os passos da cruz de uma igreja profanada». O café «resplandecia no seu coreto dos concertos com uma bela grade de ferro e quatro estatuetas femininas. As duas da frente sustentavam lampiões envolvidos em enormes globos brancos, as duas de trás, uma de cada lado, levantavam vasos com flores por cima da cabeça. E depois era o luxo dos bancos estofados encostados às paredes, costas de alto espaldar, recortadas em formas exóticas. Espelhos enormes na larga parede do fundo, candeeiros que fosforesciam, candelabros, losangos lavados com chinesinhas com seus quimonos decorados a ramalhetes e, ao lado, o salão de jogos, mais espelhos, e quadros com figuras orientais. Como peça mais em evidencia, a enorme jarra ao centro do amplo salão com um banco circular onde se sentavam os janotas de boquilhas compridas avermelhadas e negras».   

## Fotografia e zonas balneares: novas técnicas de representação social

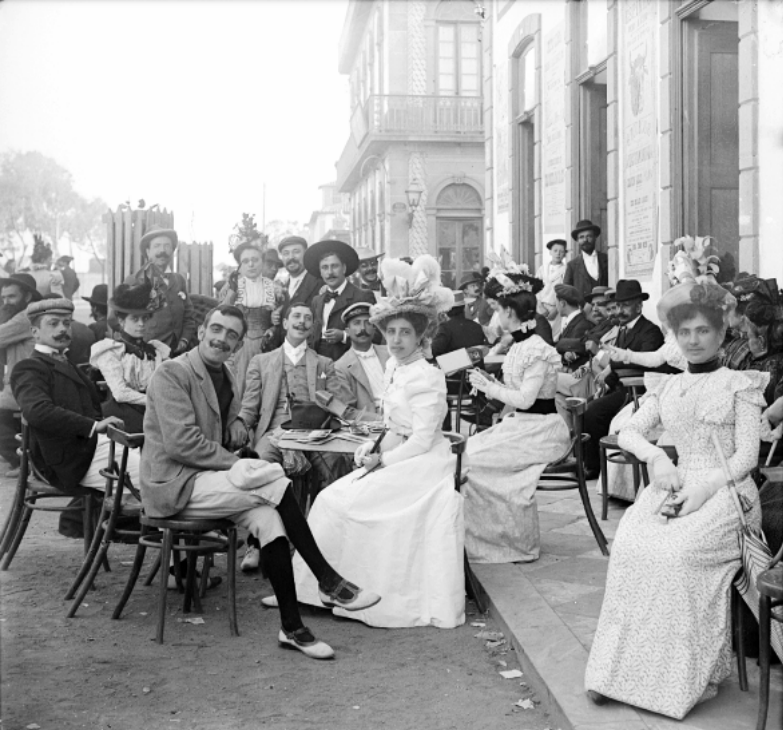
Café Chinês de Espinho, esplanada no dia da Batalha das Flores, 1907. Fotografia de Aurélio Paz dos Reis.

Paralelamente aos cafés, o seu filho Alberto torna-se fotógrafo e abre um estúdio na Póvoa em 1895, junto ao Café Chinês (que perdura até hoje sob a designação de Foto Neta), enquanto que o filho Carlos Evaristo Júnior, reconhecido apoiante da causa republicana, abre um estúdio em 1901 em Espinho. Ambos os estúdios se designaram Photographia Evaristo. A expansão da prática fotográfica em Portugal está fortemente associada à emergência de novas geografias de cuidado do corpo, principalmente zonas de banhos marítimas e estâncias termais. Entre 1874 e 1909 estabeleceram-se na Póvoa de Varzim mais de 11 estúdios de fotografia. O decano da fotografia portuguesa Aurélio da Paz dos Reis imortalizou o Café Chinês de Espinho em 1907. 
Em 1889, ano da exposição industrial de Paris que divulgou a electricidade, Carlos Evaristo adquiriu um motor gerador de electricidade e introduziu uma inovação em Espinho: iluminou o Café Chinês com luz eléctrica, enquanto o resto da povoação piscatória e balnear se contentava com a luz do petróleo. O desenvolvimento do transporte ferroviário e o novo papel da publicidade na promoção turística, aliaram-se às recomendações médicas de ar iodado e de banhos frios em águas agitadas com efeitos terapêuticos, favorecendo as regiões norte e centro. 

## Jogos de azar: conflito entre turismo extrativista e paternalismo social
O Café Chinês tornou-se um local de sociabilidade associado ao debate de ideias políticas e culturais mas também à prática ilegal de jogos de azar. Na Póvoa de Varzim existiam pela mesma altura 17 cafés e botequins que eram antecâmaras de salões onde se jogava de forma mais ou menos encapotada — roleta e monte — e onde morgados e proprietários de Entre-Douro e Minho, muitos deles brasileiros de torna viagem, dissiparam fortunas: algumas quintas do norte do país sofreram efeitos devastadores. O jogo era uma actividade proibida por lei e dava motivo a rusgas policiais. Tinha lugar nas traseiras dos cafés ou em salas discretas onde o acesso era feito por uma entrada dissimulada. Nunca, porém, se acabou com o jogo clandestino na Póvoa de Varzim, nem se fechou compulsivamente nenhum daqueles cafés, que recomeçavam a prática do jogo por vezes no próprio dia da rusga. No guia As Praias de Portugal (1876), o escritor Ramalho Ortigão defenderá a legalização da prática do jogo. Apenas um mês após a inauguração do Café Chinês na Póvoa de Varzim, o jornal Estrella Povoense evoca as consequências terríveis do jogo e apela à intervenção das autoridades, nomeando os cafés Universal, Chinez, Luso-Brazileiro e David. Os jogos de azar eram tolerados pelas autoridades municipais, tendo em conta as contribuições fiscais obtidas através dos impostos. A ambiguidade estabeleceu-se entre um Código Penal de 1886 que os institui como crime, e um Código Administrativo de 1895 que permitia a taxação municipal de estabelecimentos de lazer, incluindo os casinos. Em Espinho, no início do século XX, o valor arrecadado por esta via correspondia a cerca de 28% da receita total do município. Mas a progressão do jogo junto das classes trabalhadoras, despertaram no Estado receios de subversão num cenário de instabilidade financeira e inflação elevada gerada pela Primeira Guerra Mundial. As teses definidas pelos psiquiatras, segundo as quais as doenças «sociais» têm sobretudo causas morais, favoreciam o controlo restritivo destas «paixões», que de outra forma podiam conduzir à alienação ou loucura. Anteriormente percepcionado como um vício ou pecado «degradante», o discurso científico transformou o jogo numa debilidade mental, associado-o a outras «patologias urbanas», consideradas uma ameaça para uma organização social baseada no património e na família. A legalização de 1927 estabelecida com a ditadura, definiu zonas de jogo e retirou a maior parte das receitas dos municípios para o Estado. Na Póvoa de Varzim o jogo foi concessionado em 1928 por alguns meses à Assembleia Povoense e depois ao Café Chinês. Percursor do Casino da Póvoa, que abrirá em 1934, o Café Chinês acabou por ser demolido no início de 1938, substituído por uma sala de cinema, o Póvoa Cine, também demolido nos anos 1990 para a construção de um centro comercial.
O Café Chinês de Espinho foi adquirido em 1947 para ampliações do Casino de Espinho, vendido o seu espólio e finalmente demolido a 23 de novembro de 1947.

## Discriminação de género e trabalho sexual
A par da música, havia espectáculos de flamenco e can-can por «bailarinas espanholas», representações teatrais, bailados e declamações, onde se exerciam artistas nacionais e internacionais, especialmente espanhóis. O Café Chinês era um espaço dominado pela sociabilidade masculina: as mulheres que os frequentavam expunham-se aos preconceitos sociais. No jornal O Conimbricense em 1893, escrevia-se o seguinte: “A época balnear é aquela em que mais se desenvolve a devassidão e a imoralidade do jogo […]. Chega-se a presenciar o facto inaudito de se verem em Espinho grande número de senhoras, misturadas com os batoteiros às mesas de jogo. Que exemplos de mães de família dão a seus filhos e suas filhas?”
Escritor emblemático do romantismo português, Camilo Castelo Branco, aparece neste contexto, rompendo com a imagem idealizada que está associada à sua literatura. Vinha regularmente à Póvoa entre 1873 e 1890, inicialmente por conselho médico. Evidenciando a sua discriminação das mulheres, o escritor afirmou que "esta é a única praia em Portugal onde o cheiro de marisco não é neutralizado pelos aromas dos toucadores das damas. Vê-se aqui a velha natureza bruta, o morgado de Cabeceiras, e a fidalguia que ceia pescada com cebola". No Café Chinês perdeu muitas das verbas adiantadas pelo seu editor. Quando estava na Póvoa residia no antigo Hotel Luso-Brazileiro, com a vantagem de ser ao lado do Café Chinês e de por ali passarem os carros americanos em direcção à estação de comboios. Foi ali que escreveu parte da sua vasta obra. Camilo reunia-se no Café Chinês com personalidades tais como o pai de Eça de Queirós, José Maria d'Almeida Teixeira de Queirós, magistrado, ou com o poeta e dramaturgo poveiro Francisco Gomes de Amorim. 
Francisco Peixoto Bourbon conta que Camilo, "tendo andado metido com uma bailarina espanhola, cheia de salero, e tendo gasto, com a manutenção da diva, mais do que permitiam as suas posses, acabou por recorrer ao jogo na esperança de multiplicar o anémico pecúlio e acabou, como é de regra, por tudo perder e haver contraído uma dívida de jogo, que então se chamava uma dívida de honra." O escritor João de Castro, no Verão de 1893, sofrendo de melancolia e anemia, vem à Póvoa aconselhado pelo médico, refere que ao cair da tarde jantava entre capitalistas e proprietários e depois ia "beber uma chávena de café no Chinês ou no Luso-Brasileiro, com os olhos cravados no tablado onde havia uma dama vesga que todas as noites cantava, com nostálgicos desfalecimentos."
O Café Chinês de Espinho foi frequentado pelo pintor modernista Amadeo de Souza-Cardoso, em companhia do seu amigo Manuel Laranjeira, um médico e pensador que encontrou em 1904 e o introduziu ao círculo literário e artístico que ali se reunia, próximo das linhas românticas e saudosistas da Renascença Portuguesa: Teixeira de Pascoaes, José de Barros, António Carneiro, Ramiro Mourão, Eurico Pousada, Pedro Blanco, Miguel de Unamuno, Augusto Santo e Carlos Evaristo. Este último, filho do fundador do Café Chinês, realizou alguns dos retratos mais emblemáticos do pintor.